# Gessica Rostellato
Gessica Rostellato (Conselve, 23 ottobre 1982) è una politica italiana.

## Biografia
Nata a Conselve e residente a Cartura, si è diplomata in ragioneria e ha poi trovato occupazione come impiegata addetta alla gestione del personale presso consulenti del lavoro. È entrata a far parte del Movimento 5 Stelle nel 2009, e nel 2010 è candidata per le elezioni regionali in Veneto senza però essere eletta. Nel 2011 ha collaborato alla campagna elettorale del marito Francesco Vetri, candidato sindaco di Cartura alle elezioni comunali del 2011.
Il 3-6 dicembre 2012 si è candidata alle "parlamentarie" del Movimento 5 Stelle, risultando con 105 preferenze la 4° più votata per la circoscrizione Veneto 1 della Camera dei Deputati. Alle elezioni politiche del 2013 è stata poi eletta deputata nella medesima circoscrizione.
Il 18 marzo 2013 ha dichiarato di aver rifiutato di stringere la mano alla deputata Rosy Bindi, suscitando un'ondata di critiche. La vicenda si chiuse con le scuse della Rostellato.
Il 26 gennaio 2015 ha annunciato assieme ad altri otto deputati e un senatore la fuoriuscita dal Movimento 5 Stelle. I dieci parlamentari formano il nuovo gruppo Alternativa Libera.
Il 30 aprile 2015 vota la fiducia al governo Renzi e aderisce al Partito Democratico.
Ricandidata nel 2018 nella lista proporzionale del Pd, non viene rieletta. Nel marzo di quell'anno prende servizio come vigile urbano a Padova, dopo aver vinto il concorso dieci anni prima.